# 贺兰翠雀花
贺兰翠雀花（学名：Delphinium albocoeruleum var. przewalskii）为毛茛科翠雀属下的一个变种。

## 扩展阅读
- 維基物種上的相關：贺兰翠雀花